# Campeonato Profesional de Merseyside
El Campeonato Profesional de Merseyside (conocido en inglés y de manera oficial como Merseyside Professional Championship) fue un torneo profesional de snooker que se celebró en la ciudad inglesa de Liverpool entre 1993 y 2004. Joe Perry, que se impuso (5-2) a Stephen Croft en final de la edición de 2004, quedó como último ganador.

## Historia

### Ganadores
| Año  | Ganador          | Resultado | Subcampeón      | Referencias |
| ---- | ---------------- | --------- | --------------- | ----------- |
| 1993 | Dave Harold      | 5-3       | Tony Rampello   | [ 1 ]       |
| 1994 | Dean Reynolds    | 5-3       | Jason Ferguson  | [ 1 ]       |
| 1995 | Rod Lawler       | 5-4       | Dean Reynolds   | [ 1 ]       |
| 1996 | David Gray       | 5-2       | Paul Sweeny     | [ 1 ]       |
| 1997 | Anthony Bolsover | 5-4       | Paul Wykes      | [ 1 ]       |
| 1998 | Peter Lines      | 5-4       | Lee Walker      | [ 1 ]       |
| 1999 | Stuart Bingham   | 5-1       | Stuart Pettman  | [ 1 ]       |
| 2000 | Michael Holt     | 5-3       | Rod Lawler      | [ 1 ]       |
| 2001 | Nick Dyson       | 5-2       | Paul Davison    | [ 1 ]       |
| 2002 | Mark Davis       | 5-2       | Stephen Maguire | [ 1 ]       |
| 2003 | Stephen Maguire  | 5-1       | Mark Davis      | [ 1 ]       |
| 2004 | Joe Perry        | 5-2       | Stephen Croft   | [ 1 ]       |